# Gómez Fernández de Córdoba y Santillán
Gómez Fernández de Córdoba y Santillán (Córdoba, Corona de Castilla, ca. 1519 - Santiago de los Caballeros de Guatemala de la capitanía general homónima, Imperio español, 1599) fue un fraile español de la Orden de San Jerónimo que ocupó el cargo de obispo de León de Nicaragua y posteriormente el de tercer obispo de Guatemala.

## Biografía
Fernández de Córdoba pertenecía a la Orden de San Jerónimo y era nieto de Fernando Fernández de Córdoba -El Gran Capitán.  Es muy probable que haya estado en el monasterio de Córdoba cuando fue nombrado obispo de Nicaragua en 1568.  Sin embargo, aduciendo que el clima cálido era malo para su salud, quiso renunciar al nombramiento; finalmente fue forzado a zarpar para América en 1572. Estuvo poco tiempo a cargo de la mitra en Nicaragua, para luego mudarse definitivamente a Guatemala en junio de 1574.
Al hacerse cargo de la diócesis de Guatemala restableció la autoridad episcopal, afectada por los conflictos políticos de su antecesor, el obispo Bernardino de Villalpando, quien había muerto en 1569 tras padecer la fuerte oposición de las órdenes regulares a la implementación de las disposiciones del Concilio de Trento.
Fernández de Córdoba fomentó y alentó a las órdenes: los clérigos seculares tenían a su cargo a 27 900 vecinos y los frailes a 28 150, distribuidos en treinta y ocho parroquias a cargo del clero secular, nueve a cargo de los dominicos, seis a cargo de los franciscanos y cinco de los mercedarios.
El nuevo obispo restituyó a los frailes las doctrinas de que los había despojado Villalpando y respaldó las peticiones de los franciscanos para que el Rey les concediera más, que se impusiera el diezmo obligatorio y que se pagaran cincuenta mil maravedís a los religiosos por la administración de cada doctrina.
La preferencia mostrada por el prelado hacia las órdenes religiosas llevó al cabildo de la ciudad de Santiago de los Caballeros de Guatemala a quejarse de él y a pedirle que cumpliera con las cédulas reales en que se estipulaba que la provisión de beneficios se debía preferir a hijos legítimos de conquistadores españoles; Fernández de Córdoba y Santillán respondió que dichas cédulas no mandaban que los curatos fueran exclusivos para clérigos.
Uno de los logros mayores del obispo fue la fundación del Colegio y Seminario Tridentino de Nuestra Señora de la Asunción, el cual estaba pensado para dar instrucción a quienes aspiraban al sacerdocio secular.
El obispo Fernández de Córdoba y Santillán falleció poco después de iniciado el proceso de la fundación del Seminario Tridentino. Fue enterrado en la capilla de la Virgen del Rosario, en la Iglesia de Santo Domingo (Ciudad de Guatemala).